# Braunersberg
Braunersberg ist ein Gemeindeteil der Gemeinde Mistelgau im Landkreis Bayreuth (Oberfranken, Bayern). Braunersberg liegt in der Gemarkung Obernsees.

## Geografie
Der Weiler liegt am Busbach, einem rechten Zufluss der Truppach, und an einem namenlosen rechten Zufluss des Busbachs. Der Ort ist nur etwa hundert Meter von den ersten Häusern des busbachabwärts beginnenden Dorfes Obernsees entfernt. Etwa einen halben Kilometer westlich liegt das Naturschutzgebiet Knock mit der Knockhütte am Rande auf einem Bergsporn nach Südosten, dessen abgetreppter Höhenausläufer Distelberg etwa ebenso weit südwestlich liegt.
Die Kreisstraße BT 1 führt zur Bundesstraße 22 (0,9 km nordöstlich) bzw. nach Obernsees zur Staatsstraße 2186 (1,2 km südlich).

## Geschichte
Der Ort wurde 1668 als „Praunßberg“ erstmals urkundlich erwähnt.
Braunersberg gehörte zur Realgemeinde Obernsees. Gegen Ende des 18. Jahrhunderts bestand Braunersberg aus fünf Anwesen. Die Hochgerichtsbarkeit stand dem bayreuthischen Stadtvogteiamt Bayreuth zu. Grundherren waren das Hofkastenamt Bayreuth (1 Schenkstatt mit Bräuhaus), das Stift- und Pfründamt Bayreuth (1 Halbhof), das Hospital Bayreuth (1 Gütlein), Rittergut Truppach (1 Söldengut) und das Rittergut Mengersdorf (1 Hof).
Von 1797 bis 1810 unterstand der Ort dem Justiz- und Kammeramt Bayreuth. Mit dem Gemeindeedikt wurde Braunersberg dem 1812 gebildeten Steuerdistrikt Truppach und der im gleichen Jahr gebildeten Ruralgemeinde Obernsees zugewiesen. Am 1. Mai 1978 wurde Braunersberg im Zuge der Gebietsreform in Bayern in die Gemeinde Mistelgau eingegliedert.

## Einwohnerentwicklung
| Jahr      | 001819 | 001822 | 001861 | 001871 | 001885 | 001900 | 001925 | 001950 | 001961 | 001970 | 001987 |
| Einwohner | 27     | 28     | 39     | 36     | 29     | 33     | 38     | 36     | 28     | 23     | 22     |
| Häuser    |        | 4      |        |        | 5      | 5      | 5      | 5      | 5      |        | 5      |
| Quelle    | [ 11 ] | [ 8 ]  | [ 12 ] | [ 13 ] | [ 14 ] | [ 15 ] | [ 16 ] | [ 17 ] | [ 18 ] | [ 19 ] | [ 1 ]  |

## Religion
Braunersberg ist evangelisch-lutherisch geprägt und nach St. Jakob (Obernsees) gepfarrt.